# Procarididae
Procarididae là một họ động vật giáp xác mười chân. Họ này được xếp vào phân bộ Procarididea, bao gồm 11 loài. Sáu trong số này thuộc chi Procaris và Vetericaris, cùng nhau tạo nên họ Procarididae. Năm loài còn lại chỉ được biết đến từ hóa thạch và thuộc chi Udora, mà hiện tại vẫn chưa thể xếp vào bất kỳ họ nào.